# 에드가 케세레스
에드가 케세레스(1964년 6월 6일 ~ )는 전 OB, 두산 베어스의 베네수엘라 출신 야구선수였다.

## 선수 경력
한국에 오기전에는 주로 마이너리그에서 활약하였다. 포지션은 2루수를 보았으며, 1998년 드래프트를 통하여 OB베어스에 입단해, 1999년까지 활약하였다.